# 17169 Tatarinov
A 17169 Tatarinov (ideiglenes jelöléssel 1999 NQ23) a Naprendszer kisbolygóövében található aszteroida. A LINEAR projekt keretében fedezték fel 1999. július 14-én.